# Histoire du Béarn

Armoiries du Béarn

Le Béarn est un territoire qui occupe une partie du versant nord-ouest des Pyrénées. Son histoire débute sous l'occupation romaine de l'Aquitania. Pline l'Ancien mentionne en l'an 77 le peuple des Venarni (ou Benarni) dans son Histoire naturelle. Le Béarn s'organise comme cité antique au début du Ve siècle, puis comme vicomté à partir du IXe siècle. Le Béarn accède au statut de principauté souveraine sous Gaston Fébus en 1347. Les princes béarnais jouent un rôle actif dans le contrôle du piémont pyrénéen, s'alliant à la maison de Foix, puis accédant à la couronne de Navarre. En 1589, le prince béarnais Henri devient roi de France et de Navarre. C'est en 1620 que son fils — Louis XIII — rattache la principauté au royaume de France à la suite d'une expédition militaire. La nouvelle province française garde alors une large part d'autonomie jusqu'à la Révolution française, avant de se fondre dans l'actuel département des Pyrénées-Atlantiques. 
Les plus anciennes traces d'occupation humaine remontent au Paléolithique supérieur, avec plusieurs grottes proches d'Arudy, puis au Néolithique avec des tumuli découverts, notamment sur la plaine du Pont-Long et le plateau de Ger. Les premiers Béarnais sont des chasseurs-cueilleurs, avec une pratique ancienne de la transhumance entre les vallées de haute-montagne et les plateaux du piémont. Société paysanne, le Béarn s'organise autour de ses fors et de diverses institutions judiciaires et politiques, garantissant des libertés individuelles très larges à ses citoyens. Englobant les plaines des gaves de Pau et d'Oloron, les coteaux qui les entourent, et les hautes vallées d'Ossau, d'Aspe et de Barétous, le Béarn garde ses frontières intactes du XIIe siècle au XVIIIe siècle. Il forme alors l'une des principautés les plus petites d'Europe, le Béarn occupe pourtant un rôle de premier plan sur l'échiquier européen jusqu'au début du XVIIe siècle.

## Préhistoire

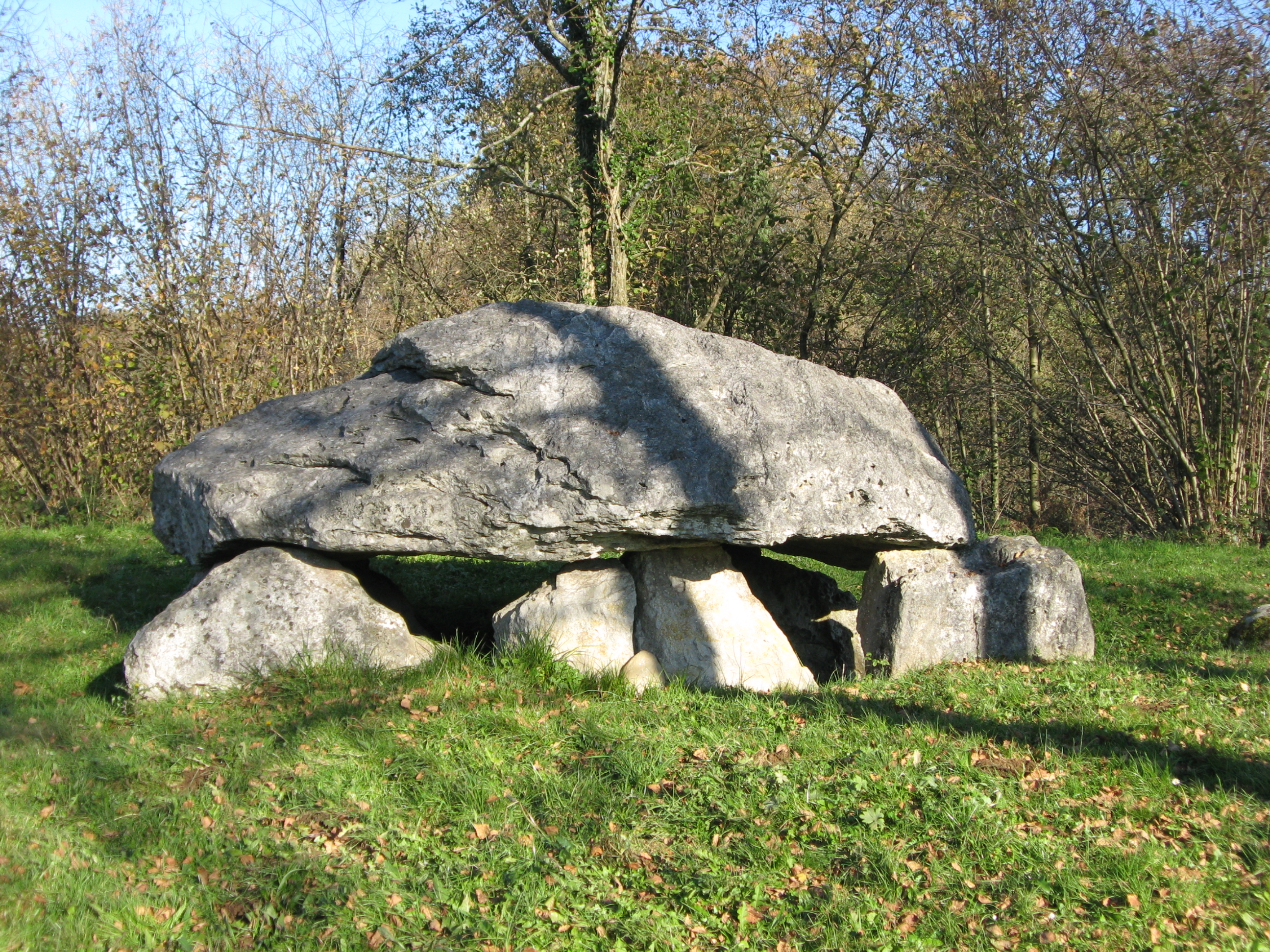
Le dolmen de Buzy

La plus ancienne présence d'un membre de la lignée humaine (genre Homo) est attestée dans la région dès −800 000 ans (Paléolithique inférieur) avec Homo antecessor à Atapuerca (nord de l'Espagne), puis avec l'homme de Tautavel vers −450 000 ans, (commune de Tautavel dans le département des Pyrénées-Orientales). À partir de −30 000 ans, l'apparition des premiers Hommes de Cro-Magnon permet d'observer des reliquats d'armes, d'outils et d'objets artistiques dans la région. La Dame de Brassempouy, −21 000 ans, est découverte à proximité immédiate du nord du Béarn.
Vers −4 000 ans, les hommes commencent à travailler les métaux, à domestiquer les animaux, à pratiquer l'élevage et l'agriculture. Ils ont également le culte des morts, comme le prouvent des dolmens et tumulus toujours existants en Béarn. Le menhir de Ger ou encore le dolmen de Buzy sont de bons exemples de cette période du Néolithique. Des villages fortifiés apparaissent, dont on retrouvera des restes à Asson, Bougarber, ou encore Lacq. Des cromlechs de l'âge du bronze sont également visibles en Béarn, en particulier au plateau du Benou.

## Antiquité
Au début du Ier millénaire av. J.-C. le territoire béarnais semble être occupé par le peuple des Ligures. Ces derniers sont repoussés par les Ibères vers 500 av. J.-C. ; ils franchissent ainsi les Pyrénées pour s'y installer. Certains vocables toponymiques terminés en « os » pourraient être d'origine ibère (comme Gelos, Arros-de-Nay, Urdos). Le peuple des Venarni pourrait provenir de cette arrivée des Ibères au nord des Pyrénées.

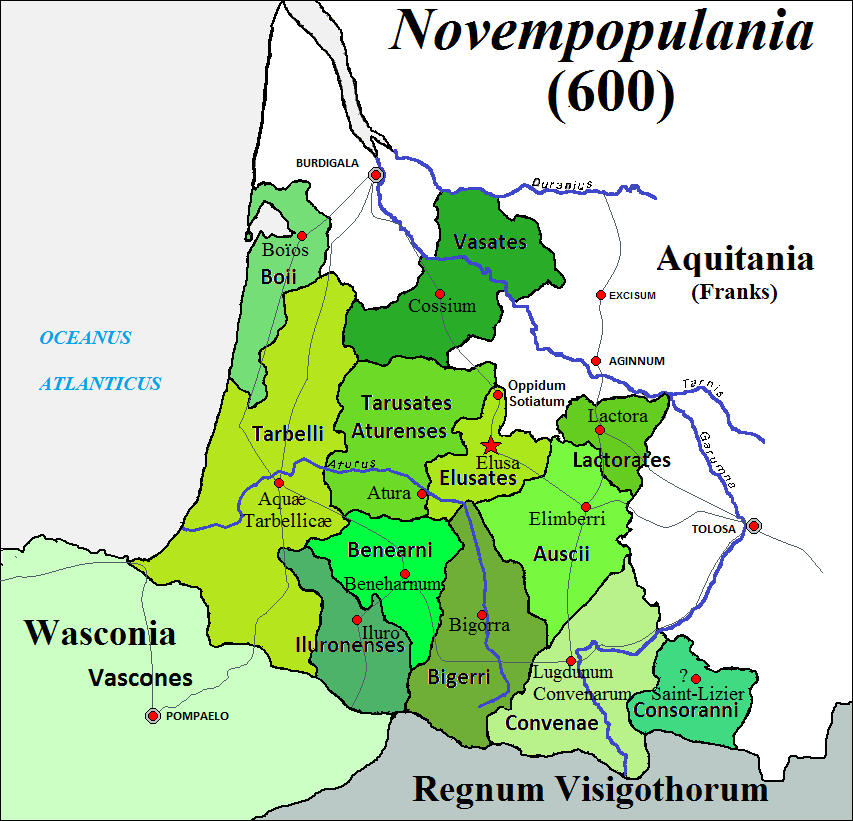
Les peuples constituant la Novempopulanie.

À partir du Ier siècle av. J.-C., la conquête romaine de l'Aquitania vient bouleverser les équilibres en place. La domination de l'Empire romain se prolonge jusqu'au Ve siècle. Le peuple des Venarni est alors intégré à la cité des Tarbelles (actuelle Dax). Au IIIe siècle, la province de l'Aquitaine est séparée en trois entités distinctes par les Romains. Ainsi est créée la Novempopulanie, ou « Pays des neuf peuples », qui correspond sensiblement à la zone d'influence du gascon. Les Venarni ne sont toujours pas distingués lors de la première liste de Vérone, ou Laterculus Veronensis, qui décrit les neuf peuples initiaux de la province. Les Venarni sont finalement détachés en tant que peuple à part entière dans la « Notice des provinces et cités des Gaules » en 401. Les Illuronenses (actuelle Oloron-Sainte-Marie) et les Vasates (région de Bazas) sont également ajoutés, la province compte désormais douze peuples.
La cité des Venarni, Beneharnum, est la première capitale de ce peuple désormais reconnu par le pouvoir romain. Durant le Haut-Empire romain, la cité atteint une étendue maximale de 10 à 12 ha. Des indices d'occupation sont décelés à partir du Ier siècle, mais ce n'est qu'à partir de la seconde moitié du IVe siècle que l'agglomération semble prospérer. Les fouilles montrent que Beneharnum était une agglomération semi-urbaine, avec un habitat fortement hiérarchisé entre de simples campements pastoraux en périphérie, jusqu'à des villas suburbaines de 3 000 m2 de surface au sol.
À partir du Ve siècle, la région subit l'effondrement de l'Empire romain et les multiples invasions barbares. Les Vandales, les Wisigoths, les Mérovingiens ou encore les Carolingiens se succèdent en tant que maîtres nominaux d'un territoire béarnais malgré tout insoumis. C'est sûrement dans le courant de ce Ve siècle que le christianisme apparaît dans le Béarn, notamment par saint Julien premier évêque de Lescar. L'arrivée tardive de la religion chrétienne en Béarn est le résultat du caractère rural de cette région, le christianisme ayant d'abord été adopté dans les centres urbains. Avant cela, les Béarnais rendaient surtout culte aux astres, aux montagnes, aux arbres et aux sources.

## Moyen Âge

### La formation de la vicomté de Béarn

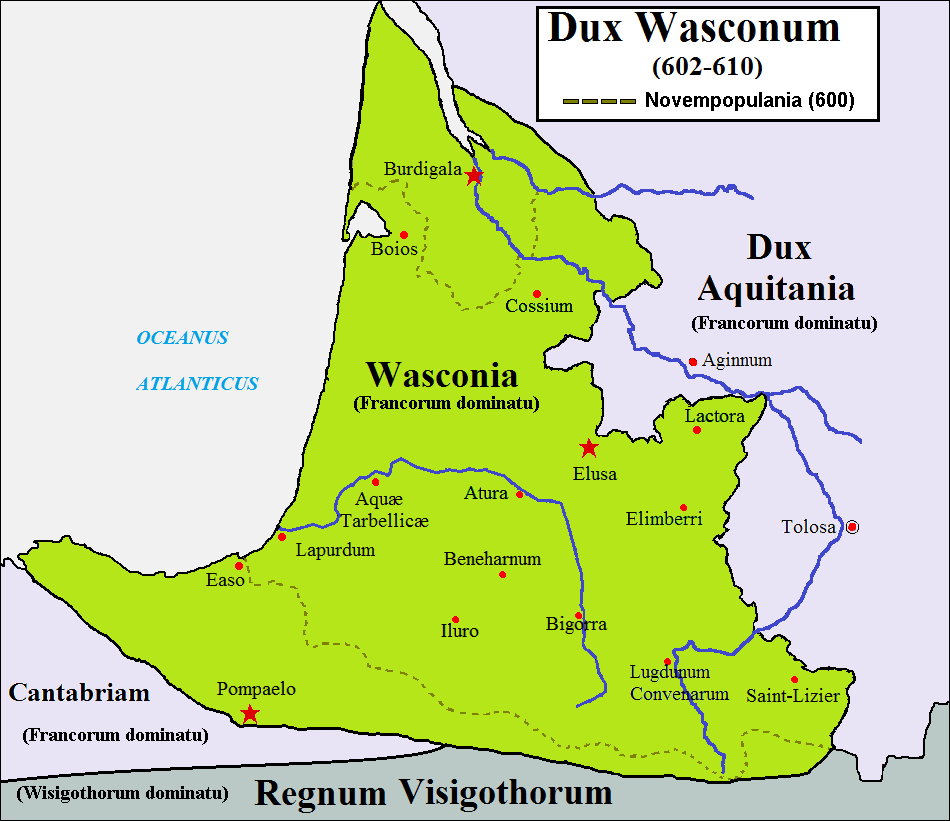
Le duché de Vasconie au VIIe siècle.

Les Vascons s'installent sur les terres situées entre Garonne et Pyrénées, que les Francs avaient conquises aux Wisigoths, et à partir du VIe siècle contrôlent ce territoire ; un duché de Vasconie (puis de Gascogne) se constitue. Au VIIe siècle Odon dispose d'un grand royaume allant des Pyrénées à la Loire avec Toulouse pour capitale. La langue communément parlée par les Vascons est l'aquitain, néanmoins son aire d'influence ne cesse de reculer avec la romanisation croissante de la région à partir du Ier siècle av. J.-C.
Le duché de Gascogne se morcelle à partir du IXe siècle, permettant la création du vicomté de Béarn. Les Béarnais s'organisent ainsi pour la première fois dans une entité qui leur est propre. La première dynastie régnante est la famille des Centulle. C'est également à cette même époque, vers le VIIIe siècle ou IXe siècle, que Beneharnum est dévastée par les Normands, Morlaàs devient alors la nouvelle capitale d'une principauté naissante. Les Centulle permettent au Béarn primitif de s'étendre au sud et à l'est, plusieurs mariages provoquent l'intégration du vicomté d'Oloron vers 1050 puis celle de Montaner en 1085. Le pays d'Orthez est annexé en 1194 sous la dynastie des Moncade, l'ensemble de ces territoires forment le Béarn historique qui garde ses frontières intactes jusqu'à la Révolution.
Le Béarn est inclus dans les frontières originelles données au royaume franc par le traité de Verdun en 843, néanmoins la création d'une entité politique propre aux Béarnais a entraîné une évolution de ce lien de vassalité. Ainsi, l'accession progressive du Béarn à un statut de souveraineté de facto est le thème majeur de cette époque médiévale. Du XIe siècle au XIVe siècle, le Béarn est ballotté entre les zones d'influence des ducs de Gascogne, des rois d'Aragon, des rois d'Angleterre et des rois de France. Le Béarn reste sous la tutelle des ducs de Gascogne après son morcellement du IXe siècle, ce lien est déjà très léger dans la seconde moitié du XIe siècle,. La vassalité n'est plus que théorique sous Gaston IV le Croisé, celui-ci participe à la première croisade ainsi qu'à la Reconquista. Il y joue un rôle décisif aux côtés d'Alphonse Ier d'Aragon. Le Béarn devient l'alliée de l'Aragon, rompant les derniers liens avec la Gascogne. Cette alliance est initialement équilibrée, mais l'union de l'Aragon avec la Catalogne en 1137 rompt cet équilibre au profit de l'Aragon. Le Béarn devient un pays vassal de la couronne aragonaise, qui tente de créer un vaste ensemble sur les deux versants des Pyrénées.

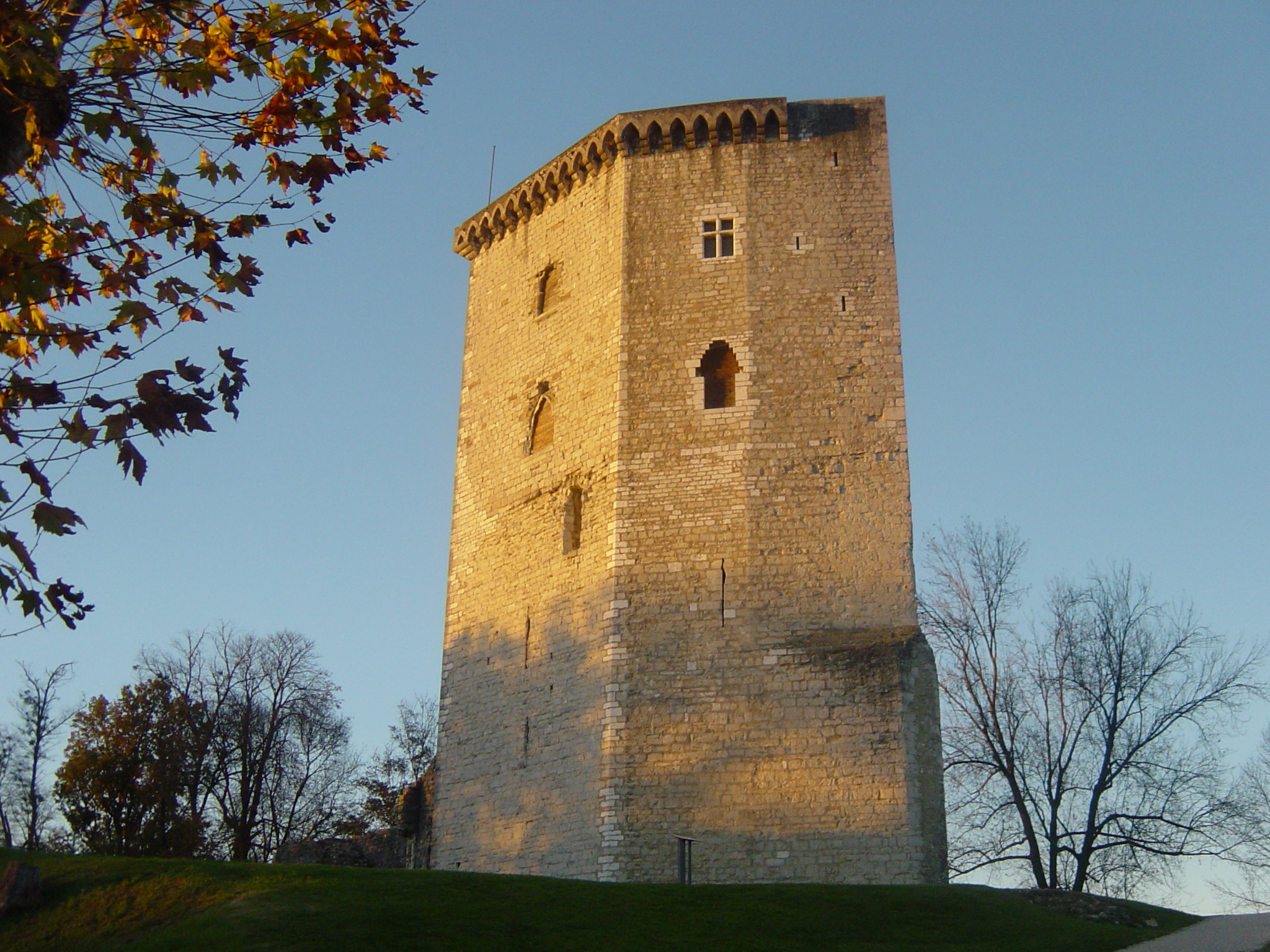
Le château de Moncade à Orthez

En 1213, la défaite aragonaise à la bataille de Muret entraîne l'arrêt des interventions aragonaises dans la région. Les liens de vassalité entre le Béarn et l'Aragon s'amenuisent progressivement puis se rompent, sans heurts, durant la première moitié du XIIIe siècle. Cette rupture est l'occasion pour les rois d'Angleterre d'exiger le retour du Béarn dans le giron gascon. Malgré son désir d'indépendance, Gaston VII prête hommage au roi d'Angleterre en 1240. Le retour du Béarn dans la mouvance gasconne se traduit également par un changement de capitale, Orthez (plus proche de la Gascogne) remplace Morlaàs en 1242. Gaston VII n'aura, malgré tout, de cesse de se révolter contre cette intrusion dans les affaires d'un pays qui disposait auparavant d'une très large autonomie. Il doit s'avouer vaincu après être fait prisonnier à Winchester par Édouard Ier d'Angleterre en 1276.

### Une principauté souveraine
Gaston VII choisit de faire marier sa seconde fille, Marguerite de Béarn, au comte de Foix Roger-Bernard III. Ce mariage provoque l'indissoluble union entre les maisons de Foix et de Béarn. Les désormais Foix-Béarn se placent dans une situation délicate, avec d'un côté le Béarn vassal des rois d'Angleterre, et Foix vassal des rois de France. Les prémices de la future guerre de Cent Ans entre les deux royaumes arrivent déjà, compliquant d'autant plus l'équilibre au sein de cette nouvelle dynastie. Jusqu'à Gaston II de Foix-Béarn, la position des souverains de Béarn oscille entre neutralité et suivi des positions françaises (sans rendre hommage). Le peuple béarnais est lui réticent à suivre une politique favorable aux rois de France, ce dernier ressent une appartenance à la communauté gasconne et voit le royaume de France comme une terre étrangère. Il faut attendre Gaston III, dit Fébus, pour voir apparaître une nouvelle politique : faire du Béarn un pays souverain et neutre.

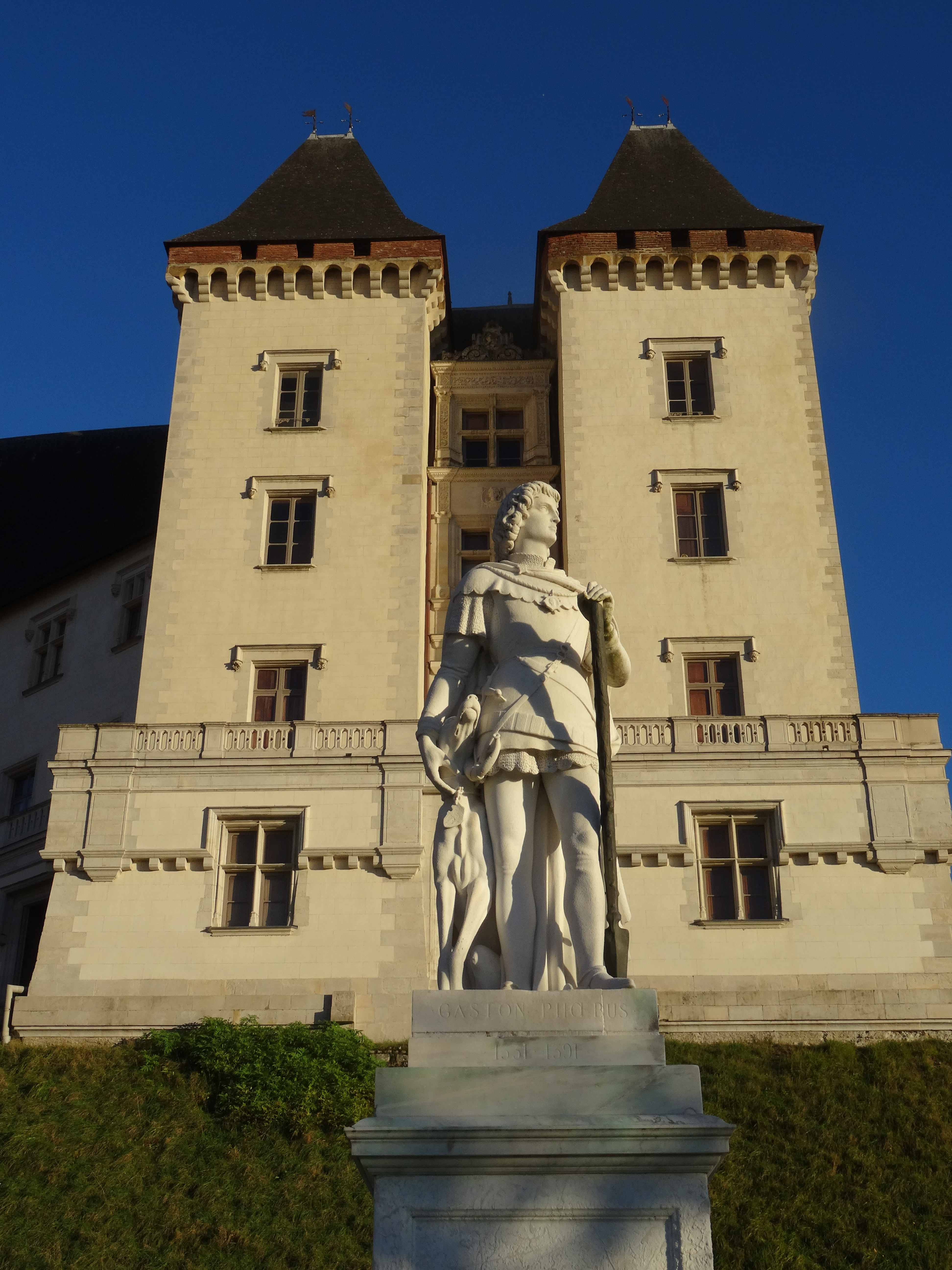
La statue de Fébus devant le château de Pau.

Le projet de Fébus est l'aboutissement des longues périodes d'autonomie connues par le Béarn aux époques précédentes. Désormais en pleine guerre de Cent Ans, Fébus profite de la déroute française de Crécy en 1346 pour prendre ses distances avec le royaume de France. Le 25 septembre 1347, il déclare à un envoyé de Philippe VI que le Béarn est une terre qu'il « tient de Dieu et de nul homme au monde », un acte considéré comme une déclaration d'indépendance. Par la suite, il évite des représailles françaises avec le désastre que constitue la bataille de Poitiers en 1356. Fébus parvient, également, à éloigner les intentions anglaises sur le Béarn. Il fait, pour cela, face au Prince Noir, qui revendique le Béarn en tant que prince d'Aquitaine. Après les échecs français et anglais à obtenir un hommage, la vicomté autonome devient de facto une principauté souveraine. Les vicomtes abandonnent ce titre pour se présenter désormais comme seigneurs du pays souverain de Béarn. Fébus meurt sans héritier, la principauté revient à la maison de Grailly. En 1434, Gaston IV épouse l'infante Éléonore de Navarre et devient prince héritier du royaume de Navarre, il transfère sa cour d'Orthez à Pau en 1464.

### Les institutions médiévales
Tout au long de cette époque médiévale, le Béarn se dote progressivement d'institutions avec pour caractéristiques un certain conservatisme et une influence des institutions ibériques. Les fors de Béarn sont directement inspirés des fueros espagnols. Dès 1080, le premier for d'Oloron est créé et passe pour être la plus ancienne législation écrite des actuels territoires français. Ce premier texte est suivi par le for de Morlaàs vers 1117, ces textes servent de base au for général en 1188 qui s'applique à l'ensemble des Béarnais. Ces fors règlent les rapports entre le vicomte et l'ensemble de ses sujets, précisant les droits et les obligations réciproques. Ce caractère réciproque est jugé comme particulièrement anachronique pour le Moyen Âge, formant une combinaison entre aristocratie et démocratie. L'assemblée des États du Béarn ou encore les ateliers monétaires de Morlaàs organisent également la vie de la principauté. Ces institutions civiles permettent d'exclure les abus liés à la féodalité, garantissant la protection pour les faibles et la justice pour tous.

## Renaissance et époque moderne

### Les rois de Navarre
Le petit-fils de Gaston IV et d'Éléonore de Navarre, François Fébus, est couronné roi de Navarre en 1479 à Pampelune. Il se constitue de fait un État Béarn-Navarre à cheval sur les deux versants des Pyrénées. Cette position se révèle inconfortable pour les seigneurs béarnais, avec la conquête de tout le sud-ouest par les rois de France et l'unification de la péninsule ibérique par les rois catholiques. Afin de garder la neutralité du pays de Béarn, l'éclatement de ce nouvel État pyrénéen devient inévitable. Le mariage de la sœur, et héritière, de François Fébus scelle définitivement l'avenir du Béarn. Ainsi, les États de Béarn réunis à Pau en 1483 se prononcent pour que Catherine de Foix épouse Jean d'Albret sous les conseils du roi de France, au lieu du fils des rois catholiques ibériques. Les seigneurs béarnais deviennent alliés du roi de France, sans perdre l'indépendance de leur pays. Ce choix provoque, en partie, en 1512 la prise de Pampelune par les troupes des rois catholiques. Pau devient à partir de cette date la capitale des rois de Navarre. Bien que les seigneurs du Béarn perdent de fait une grande partie du territoire de la Navarre, ne conservant que la Basse-Navarre au prix d'une contre-attaque franco-béarnaise menée en 1513.

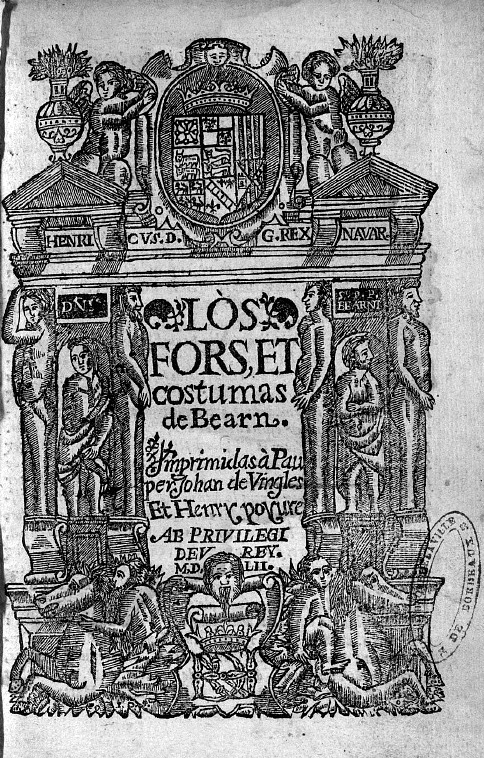
Les fors de Béarn, modernisés en 1551.

Après avoir combattu et être fait prisonnier aux côtés du roi de France François Ier à la bataille de Pavie, Henri d'Albret épouse Marguerite d'Angoulême, la sœur de son compagnon d'armes. Ensemble ils réorganisent la vie du pays. Au niveau institutionnel, Henri d'Albret rénove les vieillissants fors en publiant Los fors et costumas de Béarn en 1551,. Le souverain est aussi à l'origine de la création du conseil souverain de Béarn en 1519, nouvelle instance judiciaire en matière civile, et d'une chambre des comptes entre 1520 et 1535. Henri d'Albret s'occupe également de la défense du pays, avec la construction d'une place forte particulièrement novatrice et solide à Navarrenx entre 1542 et 1549. Afin de satisfaire la « Marguerite des Marguerite », Henri d'Albret fait transformer l'austère château de Pau en un palais de style Renaissance. Marguerite d'Angoulême est également à l'origine de l'introduction de la Réforme protestante en Béarn, un élément déterminant pour les prochaines décennies du pays.

### Les guerres de Religion
La seconde moitié du XVIe siècle est une période trouble pour le Béarn. Jeanne d'Albret est mariée à Antoine de Bourbon duc de Vendôme, premier prince du sang . Jeanne  suit l'exemple de sa mère Marguerite en se consacrant à l'introduction de la Réforme protestante au sein de la cour de Navarre et de ses possessions. Jeanne d'Albret montre une rigueur morale et une forte intransigeance face au catholicisme. En 1569, la région est secouée par une année de terribles guerres religieuses, que le Béarn avait pourtant su éviter jusque-là. Profitant d'un départ de Jeanne à La Rochelle, Charles IX envoie ses troupes et occupe le Béarn. La résistance notable, de la place forte de Navarrenx permet à Jeanne d'Albret d'organiser une contre-attaque victorieuse mais sanglante. Le catholicisme est à cette occasion écrasé, la liberté religieuse est pour longtemps abolie. En 1564, Jeanne d'Albret installe à Orthez une académie sur le modèle genevois. Ce remarquable centre intellectuel permet de former une élite qui contribue à faire progresser le calvinisme auprès des Béarnais.

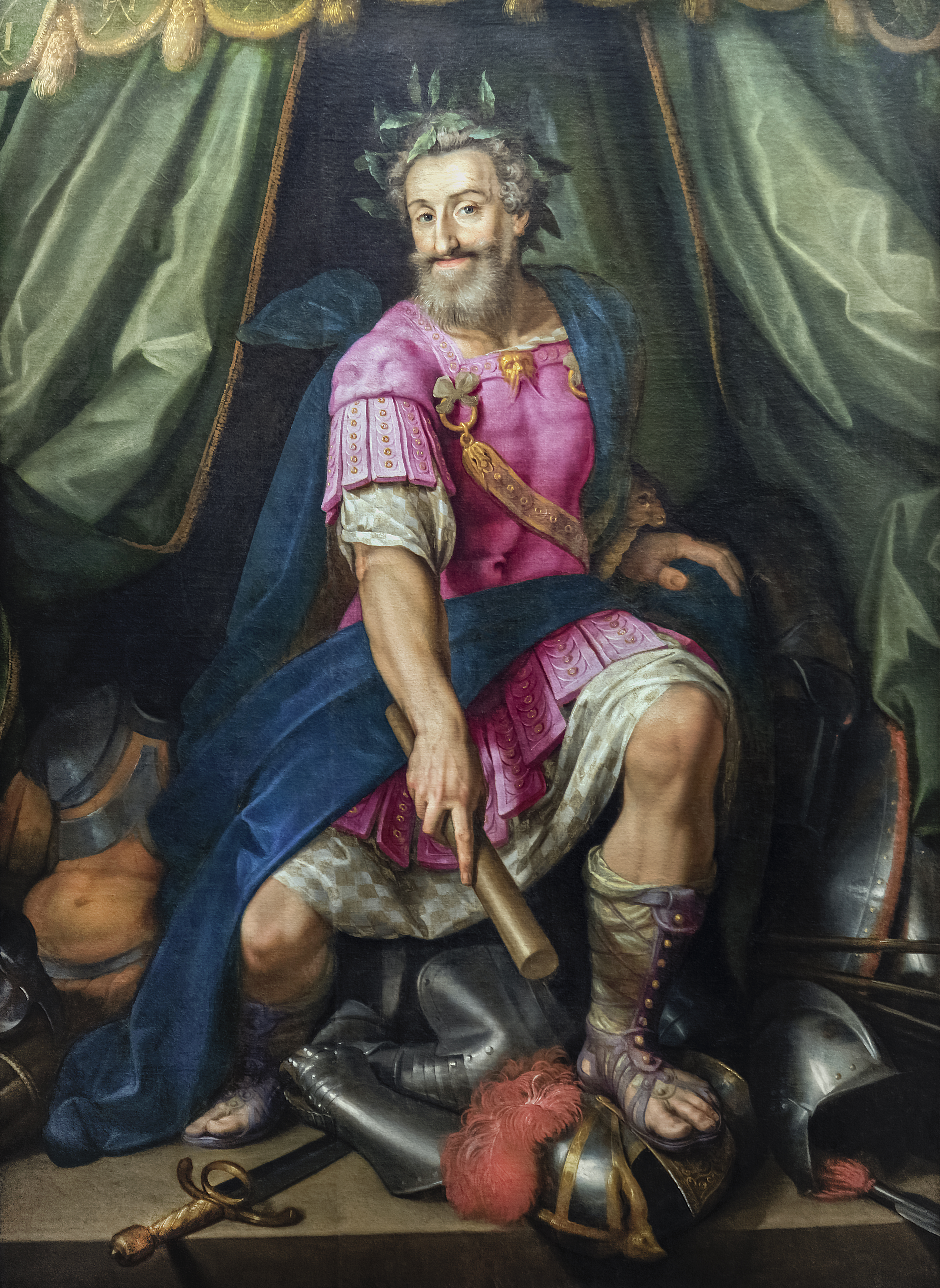
Henri IV (roi de France) représenté en Mars.

Une aristocratie protestante se crée peu à peu en Béarn, cette dernière contrôle alors largement les États de Béarn et donc l'orientation du pays. Une résistance nationaliste se fait ressentir au sein de l'assemblée, à l'encontre des velléités françaises sur le Béarn. Une éventuelle annexion signifierait le rétablissement du culte catholique ainsi que l'introduction d'un gouvernement absolutiste. La volonté des États de maintenir la souveraineté du Béarn repose donc sur des considérations politiques et religieuses. En 1572, le massacre de la Saint-Barthélemy éclate et manque de tuer Henri III de Navarre, fils de Jeanne d'Albret et d'Antoine de Bourbon. Natif du château de Pau, Henri hérite en 1589 de la couronne de France par le jeu de la loi salique. Occupé par la conquête de ce royaume qui ne veut pas d'un protestant comme roi, il confie la régence du Béarn à sa sœur Catherine de Bourbon. Devenu Henri IV, le roi tente de réconcilier les Français par l'édit de Nantes en 1598, il est suivi en 1599 par son équivalent pour le Béarn. Les États de Béarn s'alarment de cette décision, mais Henri IV les rassure en maintenant la souveraineté du Béarn malgré la coutume. Sur ce sujet, Henri IV aurait déclaré « qu'il donnait la France au Béarn et non le Béarn à la France ». Après trente ans d'interdiction, c'est en 1605 que le catholicisme est de nouveau autorisé en Béarn par Henri IV.

### Le rattachement à la couronne de France: 1620
Après l’assassinat d'Henri IV en 1610, l'agitation religieuse reprend entre les protestants, appuyés par les États, et les catholiques, menés par les évêques de Lescar et Oloron. En 1617, le jeune roi Louis XIII promulgue l'arrêt de Fontainebleau qui rétablit dans tout le Béarn la religion catholique et impose la restitution des biens aux catholiques. Les États dénoncent cet arrêt à partir de 1618 et refusent son application. Après avoir épuisé tous les essais de conciliation, le roi Louis XIII décide de marcher sur le Béarn à la tête d'une importante armée. Il fait son entrée à Pau le 15 octobre 1620 devant une population froide et hostile face à cette démonstration guerrière. Après s'être assuré de la soumission de la place forte de Navarrenx, le souverain retourne dans la capitale béarnaise dans une ambiance bien plus amicale cette fois-ci. Face à un Louis XIII conciliant, dont toutes les actions démontrent sa volonté d'apaisement et d'oubli du passé, les Palois reçoivent le roi de France sous les acclamations le 19 octobre 1620. Le lendemain, le 20 octobre 1620, le culte catholique est officiellement rétabli. À la question religieuse, succède la question politique puisque ce même jour Louis XIII publie un édit pour porter union et incorporation du Béarn et de la Navarre à la couronne de France. L'intransigeance du combat des États face au roi ne pouvait laisser d'autre réponse. Cette annexion soulève des réactions mais globalement sans excès, le roi Louis XIII ayant pris une sage précaution en assurant les Béarnais de conserver « leurs fors et privilèges ». Il transforme le conseil souverain de Béarn en Parlement de Navarre. Au lendemain de l'annexion, Louis XIII repart en ordonnant de prélever du château des canons, une collection de quatre-vingt-quinze tableaux, des tapisseries et objets émaillés, pour les ramener à Paris.

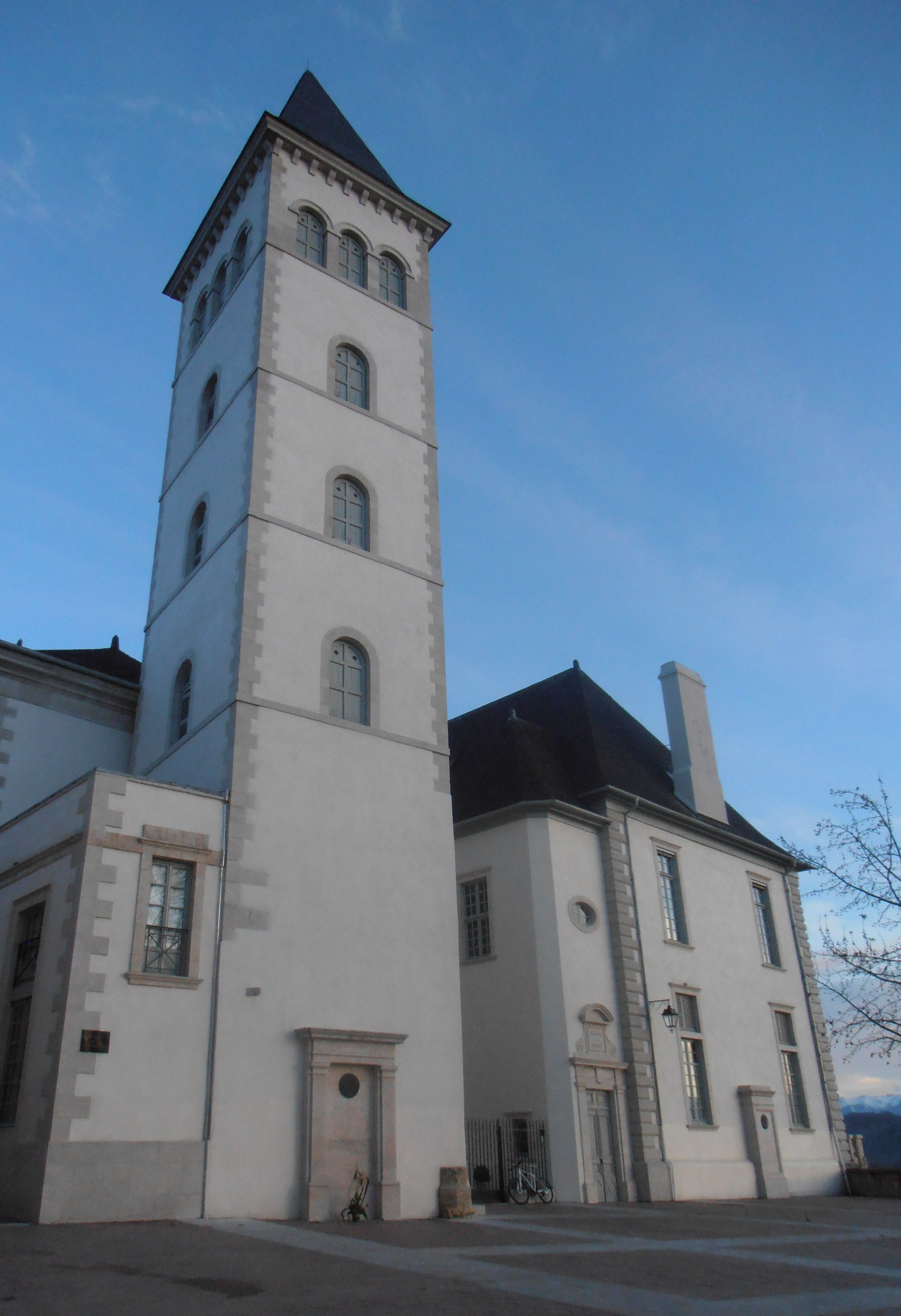
Le Parlement de Navarre.

L'annexion du Béarn aurait donc dû déboucher sur une autonomie de la province au sein du royaume de France. Néanmoins, le particularisme béarnais ne cesse de reculer face à une autorité royale centralisatrice. La défense de ce particularisme est défendue par les États ainsi que le Parlement de Navarre. Les États perdent l'essentiel de leurs prérogatives financières, mais leur combat permet de maintenir le béarnais comme langue administrative. Bien que créé par le roi, le Parlement de Navarre représente le principal bastion du particularisme béarnais durant cette période. Il multiplie les remontrances à l'égard de la politique royale et se pose en dernier rempart de l'aristocratie béarnaise face aux intendants, deux crises majeures se déroulent notamment en 1765 et 1788. Parallèlement à ces évolutions institutionnelles, le sort des protestants devient un enjeu central à la suite du rétablissement du culte catholique en Béarn. Les protestants bénéficient de la protection du roi pour conserver une soixantaine de lieux de cultes. Alors que les protestants comptent encore pour le quart ou le tiers des habitants du Béarn, la révocation de l'édit de Nantes en 1685 bouleverse l'existence de cette forte minorité. L'intendant Foucault mène une campagne de persécution à l'encontre des protestants béarnais, fait démolir la plupart de leurs temples et laisse cours aux dragonnades.

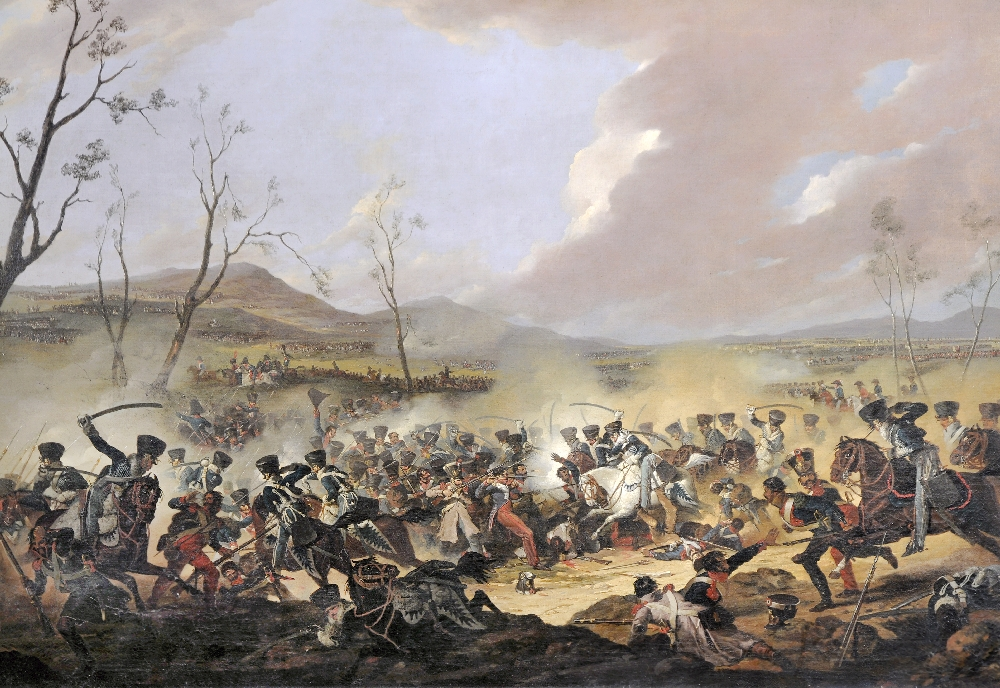
La bataille d'Orthez en 1814.

Malgré l'intégration au royaume de France en 1620, le Béarn voit toujours dans la France un pays étranger à la fin du XVIIIe siècle,. Il faut attendre la Révolution française pour que les Béarnais acceptent finalement de devenir pleinement Français. Cette évolution ne se fait pas sans remous, notamment au sein des États. Ces derniers ne voulant céder en rien aux libertés fondamentales du pays ainsi qu'à sa souveraineté, pourtant largement édulcorée. Les États sont surtout inquiets de la fin de leur rôle politique, dans un royaume qui serait désormais unifié et centralisé. Finalement, le camp des « patriotes » l'emporte sur les États par une assemblée extraordinaire des députés de la région paloise le 28 octobre 1789. Les derniers éléments de la souveraineté béarnaise sont balayés : les fors, les États ou l'usage du béarnais comme langue institutionnelle. Le Béarn est intégré aux frontières du nouveau département des Basses-Pyrénées par une décision du 12 janvier 1790. Conformément au caractère consensuel des Béarnais, les excès de la Révolution n'atteignent que très peu leur territoire,. Quelques troubles apparaissent tout de même, provenant essentiellement de l'extérieur, avec notamment le représentant en mission Monestier de la Lozère. Les Béarnais doivent en revanche subir une grave crise économique. Le Béarn traverse le Consulat et le Premier Empire sans événement particulier, hormis la bataille d'Orthez en 1814. Le Béarn est alors temporairement occupé par les coalisés, les Béarnais eux ne regrettent pas cette période impériale qui prend fin.

### Question de l’existence d'une souveraineté béarnaise
Du coup de force de Louis XIII en 1620 au XIXe siècle, un débat s'instaure entre historiens sur la réalité de la souveraineté du Béarn. Ce pays avait-il été de tout temps pleinement souverain ? Le Béarn avait-il cessé d'être vassal de la Gascogne ? Pierre Tucoo-Chala tente d'apporter une réponse à cette problématique dans un ouvrage paru en 1961. À l'aide de documents remontant jusqu'au Xe siècle, l'historien conclut qu'il est inexact de dire que le Béarn a connu de tout temps une souveraineté totale ainsi qu'une souveraineté « de jure ». Il estime, néanmoins, que le Béarn a connu une indépendance, une souveraineté « de facto » totale pendant près de quatre siècles du XIVe au XVIIe siècle. Entre le IXe  et le  XIVe siècle, le Béarn est placé successivement sous le contrôle des ducs de Gascogne, des rois d'Aragon et des rois d'Angleterre, tout en conservant une très large autonomie. Si bien que durant une dizaine de siècles, le Béarn n'est administré par des personnes étrangères que durant quelques années seulement. Un nationalisme béarnais se manifeste avec force à partir du XVe siècle, incarné par les États de Béarn. Il est raisonnable de penser que sans l'accident dynastique, qui a vu le souverain de Béarn devenir roi de France au XVIe siècle, le pays (protestant de surcroît) aurait pu conserver plus longtemps sa souveraineté, à l'image de la principauté d'Andorre.

## Époque contemporaine

### Crises économiques et émigration

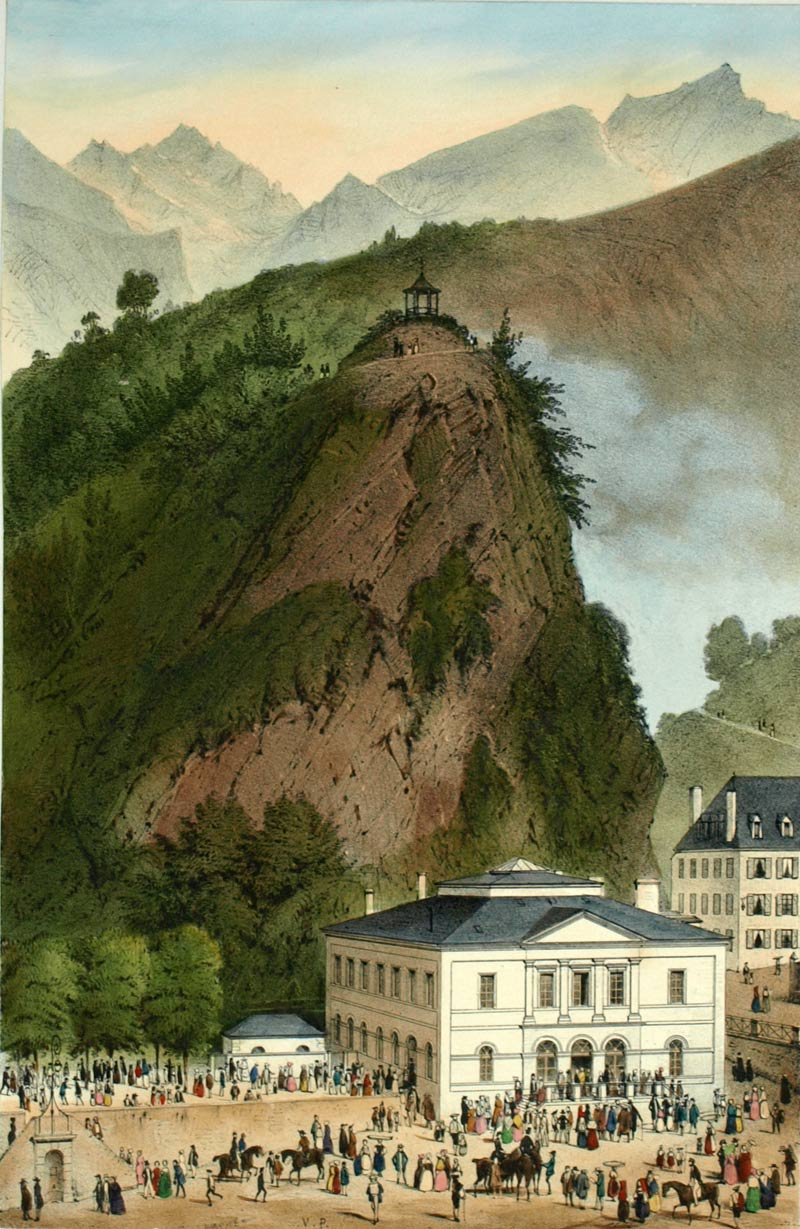
Les thermes des Eaux-Bonnes vers 1830.

Ne disposant plus d'une entité politique commune, le Béarn se contente désormais de suivre (avec retard et modération) les impulsions venues de Paris. Pour la première fois, les Pyrénées deviennent une véritable muraille entre Béarnais et Aragonais. Le renforcement progressif des frontières entre les États-nations ainsi que l'absence de transpyrénéen lors de l'arrivée des chemins de fer en Béarn en font un cul-de-sac. Dans cette première moitié du XIXe siècle, le Béarn voit ses principaux atouts économiques s'effondrer. Il faut néanmoins noter la réussite de la région de Nay, qui devient un centre industriel important pour la confection de bérets. Le tourisme apporte une nouvelle source de revenus, Pau devenant une des stations les plus élégantes d'Europe. Elle bénéficie de l'arrivée de nombreux touristes fortunés (notamment britanniques) voulant profiter des bienfaits du climat hivernal de la région, suite de la parution d'un ouvrage du médecin écossais Alexander Taylor en 1842. Le thermalisme se développe également aux Eaux-Bonnes et aux Eaux-Chaudes dès 1836. Ces réussites apparaissent comme une exception dans un tableau assez sombre pour le Béarn. Depuis longtemps terre d'émigration, ce phénomène s'amplifie très nettement au cours de la seconde moitié du XIXe siècle. Une place de domestique à Bordeaux ou Paris devient alors un sort enviable, notamment pour les cadets des familles. Un net mouvement s'opère également pour des départs vers l'Amérique, en particulier vers l'Argentine. Uniquement en se basant sur les passeports délivrés entre 1846 et 1900, près de 30 000 Béarnais sont concernés par cet exode.

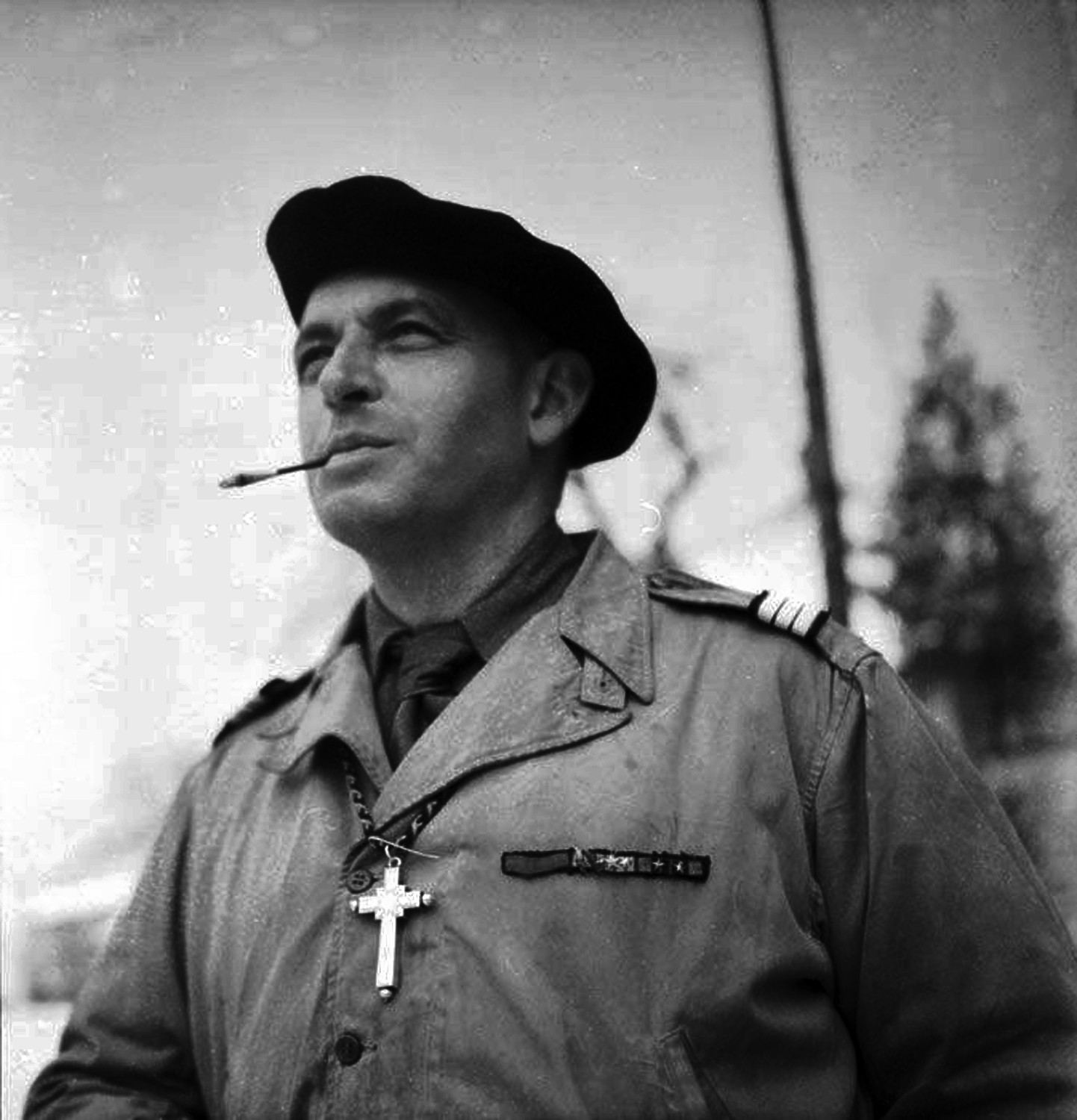
Le résistant André Pommiès.

Sous l'influence de ses riches hivernants, Pau se transforme profondément durant la Belle Époque. L'influence de Pau sur le Béarn se renforce également, la population de la ville faisant plus que doubler entre 1848 et 1912. Ce prestige international dont jouit la ville permet d'attirer l'attention des frères Wright, à la recherche d'un lieu pour mener à bien leurs expérimentations concernant l'aviation naissante. Ils trouvent dans le Béarn les conditions météorologiques optimales pour cela, avec l'absence de vent et la rareté des brouillards. Les rois Alphonse XIII et Édouard VII assistent en 1909 au premier vol de Wilbur Wright au-dessus de la plaine du Pont-Long.
Le début de la Première Guerre mondiale marque un coup fatal pour le tourisme de luxe à Pau. Les Béarnais connaissent des pertes lourdes durant ce conflit, estimées à environ 9 000 soldats, notamment au sein du 18e RI. Durant la Seconde Guerre mondiale, la ligne de démarcation traverse le Béarn avec la présence de zones occupées à son extrémité occidentale. Peuplée de 40 000 habitants à la veille du conflit, Pau en accueille environ 100 000 au cours de l'année 1940, un flot de réfugiés (notamment Belges) s'y concentre pour fuir les combats. Le gouvernement de Vichy est accueilli de manières diverses par les Béarnais. Le thème du retour à la terre, dans une région encore très paysanne, est porteur. La Résistance est active, notamment pour assurer le passage en Espagne de tous ceux qui fuient la police nazie. Regroupés au sein du Corps franc Pommiès, les Béarnais jouent un rôle notable dans la lutte contre l'occupant dans le sud-ouest de la France, puis vers l'Allemagne après la débâcle nazie. Le camp d'internement de Gurs ainsi que le Charnier du Pont-Long (qui suit la bataille de Portet (3 juillet 1944)) sont des éléments marquants de cette période en Béarn.

### Gaz de Lacq et productivisme agricole

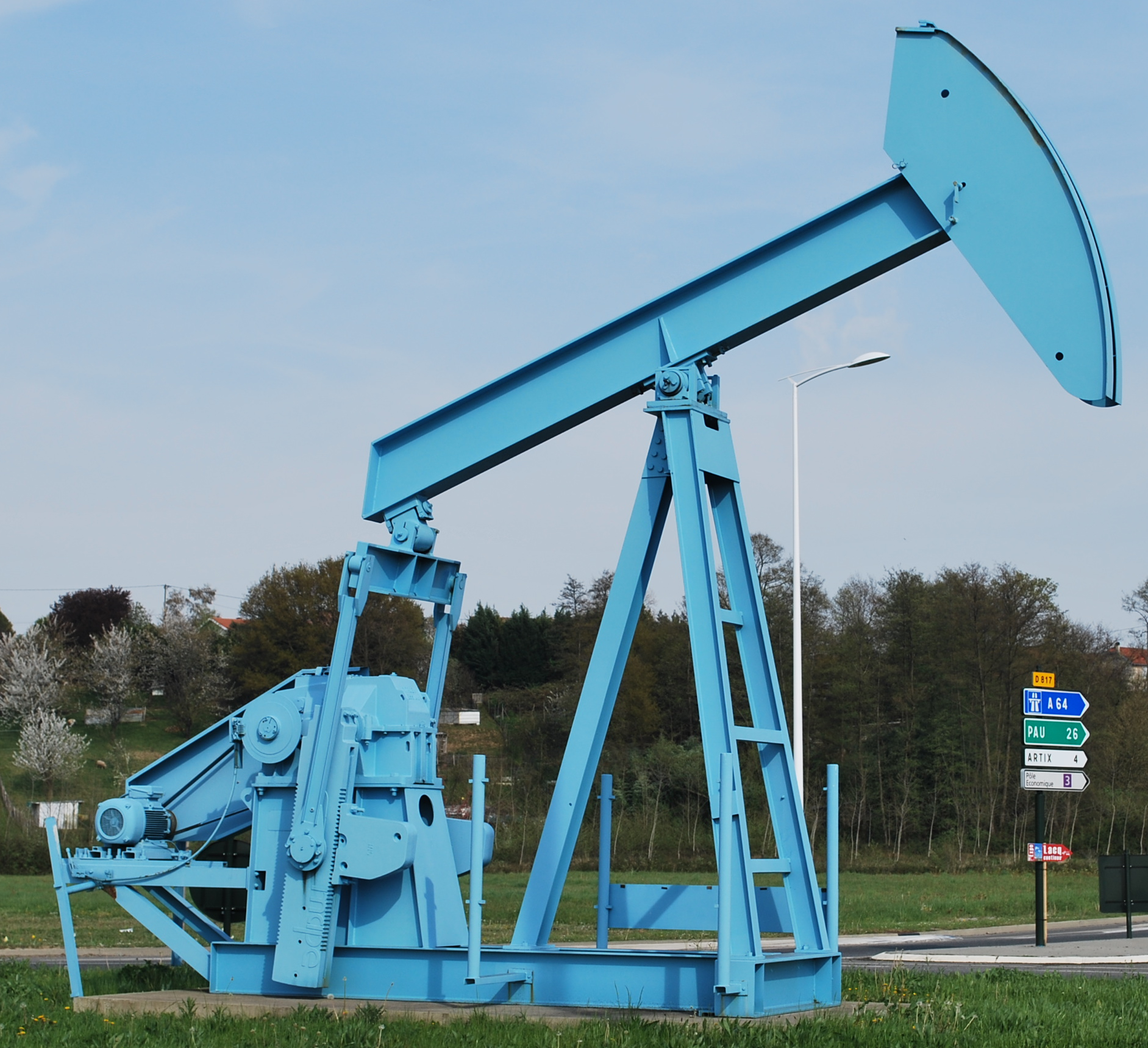
Le gisement de gaz de Lacq a bouleversé l'économie béarnaise.

Au lendemain du second conflit mondial, le Béarn se transforme de manière profonde que ce soit sur le plan économique ou social. La découverte du gisement de gaz de Lacq en décembre 1951 accélère nettement cette évolution. Lors de sa mise en exploitation en 1957, il s'agit de la plus grande usine de gaz d'Europe, elle permet à la France de s'alimenter en gaz à hauteur de 30 %. En une génération, le Béarn connait une expansion sans précédent et change beaucoup plus qu'en plusieurs siècles. Cette mutation se traduit par une urbanisation croissante, avec un dépeuplement des campagnes vers les villes ainsi qu'un phénomène d'immigration. L'agglomération de Pau se développe sensiblement, tout comme la région autour de Lacq, symbolisée par la ville nouvelle de Mourenx. Dans le même temps, l'essor de la culture du maïs hybride est une autre révolution pour l'économie béarnaise avec la fin de la traditionnelle polyculture. La seconde moitié du XXe siècle permet à Pau de renforcer sa position de locomotive pour les pays du bassin de l'Adour. Elle devient un pôle administratif et universitaire central pour toute cette région. En 2013, le gisement de gaz de Lacq cesse pour sa partie commerciale. Le bassin de Lacq se spécialise désormais vers les industries de la chimie fine et des bioénergies. Avec l'héritage des frères Wright, une forte industrie aéronautique s'est développée en Béarn. Dépourvu d'entité politique depuis la Révolution française, le Béarn souhaite se doter de nouveau d'un instrument de coopération afin d'accompagner les transformations du XXIe siècle. La création du pôle métropolitain Pays de Béarn est validée le 25 novembre 2015, puis validée par arrêté préfectoral le 18 janvier 2018.